# ハンダクの戦い
ハンダクの戦い（アラビア語: غزوة الخندق Ġazwat al-Ḫandaq、627年）はイスラム創成期における重要な戦いの一つ。ウフドの戦いで勝利を収めて勢いに乗るクライシュ族率いるメッカ連合軍と、ムハンマドを受け入れたメディナの間の戦い。この戦いでの勝利により、イスラム軍とムハンマドはその勢力を確固たるものとした。塹壕の戦いともいう。

## 背景
625年、ウフドの戦いで勝利を収めたメッカはアラビア北西部の遊牧民から勇猛な騎兵を集め、更にムハンマドによって追放されたユダヤ教徒を加えた1万の軍勢でメディナに向かって進撃を開始した。対するムハンマドはウフドの敗戦を教訓とし、ペルシャ人の技術者サルマーン・アル＝ファーリスィーに命じてメディナの周囲に塹壕（ハンダク خندق Ḫandaq/Khandaq）を掘らせ、徹底した防衛線を敷くことでメッカ連合軍の攻撃に備えようとした。

### ハンダクの戦い
従来のアラブの戦いは、野戦での騎士による一騎討ちが伝統とされ攻城戦という概念はなかった。メッカ連合軍は初めて目にする塹壕に為すすべもなく、騎兵による塹壕突破を図ったが成功しなかった。騎士アムルのみが塹壕の幅が狭くなっている箇所を発見し、数名の従者と共に塹壕内に飛び込んだが、アリーとの一騎討ちの果てに敗れて討ち取られた。これ以降メッカ連合軍の士気は振るわず、夜襲をかけてもイスラム側の見張りに発見されて成功ししなかったので、やがて遠巻きに町を囲むのみになる。
長引く戦いに焦ったメッカ連合軍はメディナ内部にいるユダヤ教徒と連携してイスラム軍を内外から同時に攻撃しようと試みる。一方メディナ側でも一騎討ちを禁じたムハンマドの作戦に不満を募らせる兵が増えていた。メッカの策略は成功し、一旦はメッカとメディナのユダヤ教徒の間に協定が結ばれるが、ユダヤ教徒がメッカ側に人質を要求したことから話がこじれ、結局ユダヤ教徒がメッカのために動くことはなかった。
攻城戦も3週目に入ると厳しい砂漠での滞陣を強いられたメッカ連合軍の士気は目に見えて低下し、戦列を離れる部族が続出する事態となる。メッカ側は結局メディナのイスラム教徒を6名殺しただけでメディナ攻略を諦めねばならなかった。

## 戦後
大軍を率いながらメディナ攻略戦に失敗したメッカの権威は失墜し、メディナとの地位はまたしても逆転する。これ以降、メッカが再び攻勢に出ることはなく、周辺の遊牧民（ベドウィン）を切り従えたムハンマドの勢力は日増しに高まっていった。